# Alexander Parzhuber
Alexander „Alex“ Parzhuber (* 1996 in Landshut) ist ein deutscher Jazzmusiker (Schlagzeug, Komposition).

## Wirken
Parzhuber nahm 2011 erfolgreich beim Bundeswettbewerb Jugend musiziert teil; er wurde anschließend in das Landesjugendjazzorchester Bayern unter Leitung von Harald Rüschenbaum aufgenommen.  Zwischen 2014 und 2020 studierte er Jazz-Schlagzeug an der Hochschule für Musik und Tanz Köln bei Jonas Burgwinkel, Alex Vesper und Dietmar Fuhr, wo er mit dem Bachelor abschloss. Von 2016 bis 2018 war er Mitglied im Bundesjazzorchester, mit der er auch international positive Beachtung fand. 2020/2021 studierte er am Conservatoire Supérieur National de Musique et de Danse de Paris bei Dré Pallemaerts.
Parzhuber gründete sein eigenes Trio mit Fabian Dudek und Oliver Lutz. Er arbeitete im Duo und anderen Konstellationen mit Johannes Ludwig, die auch auf Tonträger dokumentiert sind, sowie mit La Campagne, Marvin Frey Group und Byrd Dhillon. Er spielte weiterhin mit der WDR Big Band, dem Subway Jazz Orchestra, dem Cologne Contemporary Jazz Orchestra, Heidi Bayers Virtual Leak, dem Quintett von Christine Corvisier, dem Jakob Manz Project und Vitaliy Zolotov. Zudem ist er auf Alben von Andreas Pientka, János Löber und Heiner Schmitz zu hören.
Seit dem Wintersemester 2021/22 unterrichtet Parzhuber zudem mit einem Lehrauftrag an der Hochschule für Musik und Theater München.

## Diskographische Hinweise
- Parzhuber Trio: Snap-Reading Method (Owl Way Records, 2024, mit Fabian Dudek, Oliver Lutz)[5]
- Kurz Ludwig Parzhuber feat. Loren Stillman (Owl Way, 2025)[6]